# ماثيو إنجل
ماثيو إنجل (بالإنجليزية: Matthew Engel)‏ هو صحفي بريطاني، ولد في 11 يونيو 1951.

## وصلات خارجية
- الموقع الرسمي